# Juvenile
Juvenile, artiestennaam van Terius Gray (New Orleans, 26 maart 1975), is een Amerikaanse rapper.
Juvenile bracht zijn eerste album, Being Myself, uit in 1994. Hij werd echter pas enigszins bekend toen hij de overstap maakte naar Cash Money Records en zijn tweede album uitbracht, genaamd Solja Rags. De echte roem liet nog op zich wachten tot Juvenile's derde album uitkwam, 400 Degreez. Dit album bevat Juvenile's eerste grote hit, Back That Azz Up.
Juvenile's tweede grote hit, genaamd Slow Motion, heeft in de VS twee weken op nummer één gestaan. Van dit nummer is ook nog een remix gemaakt, die te vinden is op het album My Brother And Me van de Ying Yang Twins.
In 1997 richtte hij samen met Lil Wayne, B.G. en Turk de rapgroep de Hot Boys op.
1 maart 2008 werd bekend dat zijn 4-jarige dochtertje Jelani Grey tijdens een schietpartij in Gwinnett County om het leven was gekomen. De schutter was de 17-jarige Anthony Tyrone Terell jr., halfbroer van Jelani, die tijdens de schietpartij ook zijn moeder Joy Deleston (39) en zijn zusje Micaiah Terell (11) om het leven bracht. Op 10 september 2010 werd Terell jr. veroordeeld tot twee keer levenslang.

## Discografie
- 1995: Being Myself
- 1997: Solja Rags
- 1997: Get It How U Live! (met Hot Boys)
- 1998: 400 Degreez
- 1999: Being Myself (Remixed)
- 1999: Tha G-Code
- 1999: Guerrilla Warfare (met Hot Boys)
- 2000: Playaz of da game
- 2001: Project English
- 2003: Juve the Great
- 2003: Let 'Em Burn (met Hot Boys)
- 2004: The Beginning of the End (met UTP)
- 2004: Greatest Hits
- 2004: Juve the Great Chopped and Screwed
- 2006: Reality Check
- 2009: Cocky & Confident
- 2010: Beast Mode
- 2012: Rejuvenation
- 2014: The Fundamentals
- 2019: Just Another Gangsta (met Birdman)

## Nog niet uitgegeven
- 2008: Diary of a Soulja

- Bibliothèque nationale de France: cb140252733 (data)
- Gemeinsame Normdatei: 135229006
- International Standard Name Identifier: 0000 0000 9961 0028
- Library of Congress Control Number: no99076203
- MusicBrainz: ba9afaf0-ef3a-42a6-afe0-f924193629bb
- Nationale Bibliotheek van Tsjechië: xx0048444
- Nederlandse Thesaurus van Auteursnamen: 261791036
- Virtual International Authority File: 60145970013332250511